# Wzdęcielowate

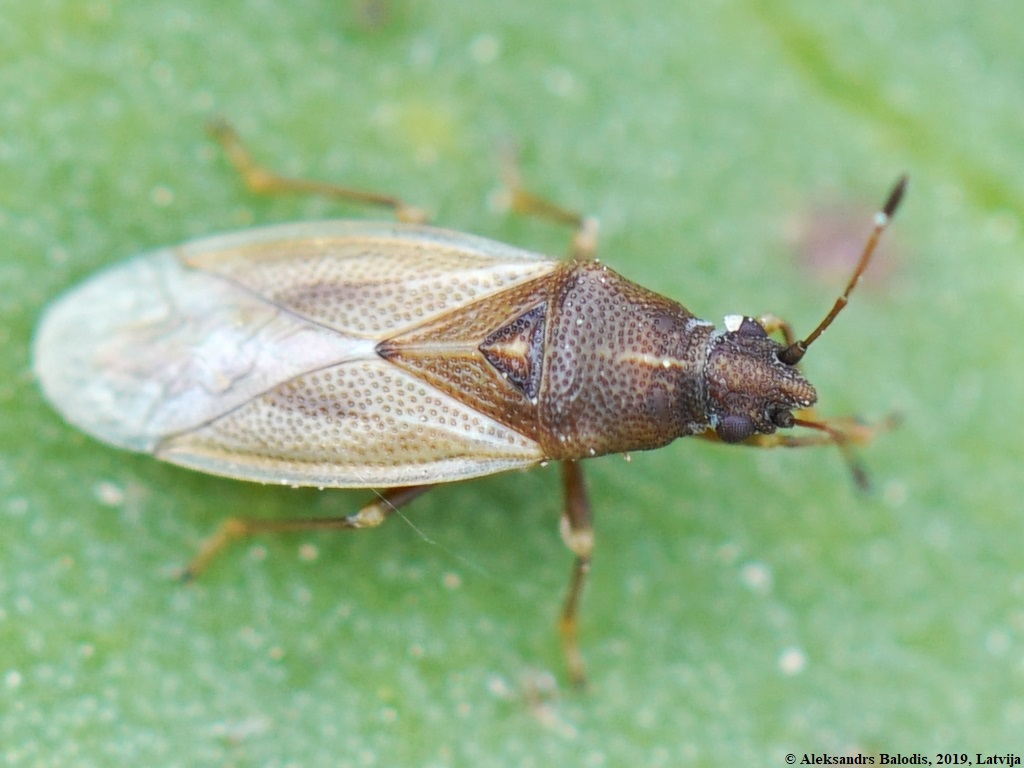
Wzdęciel turzycowy

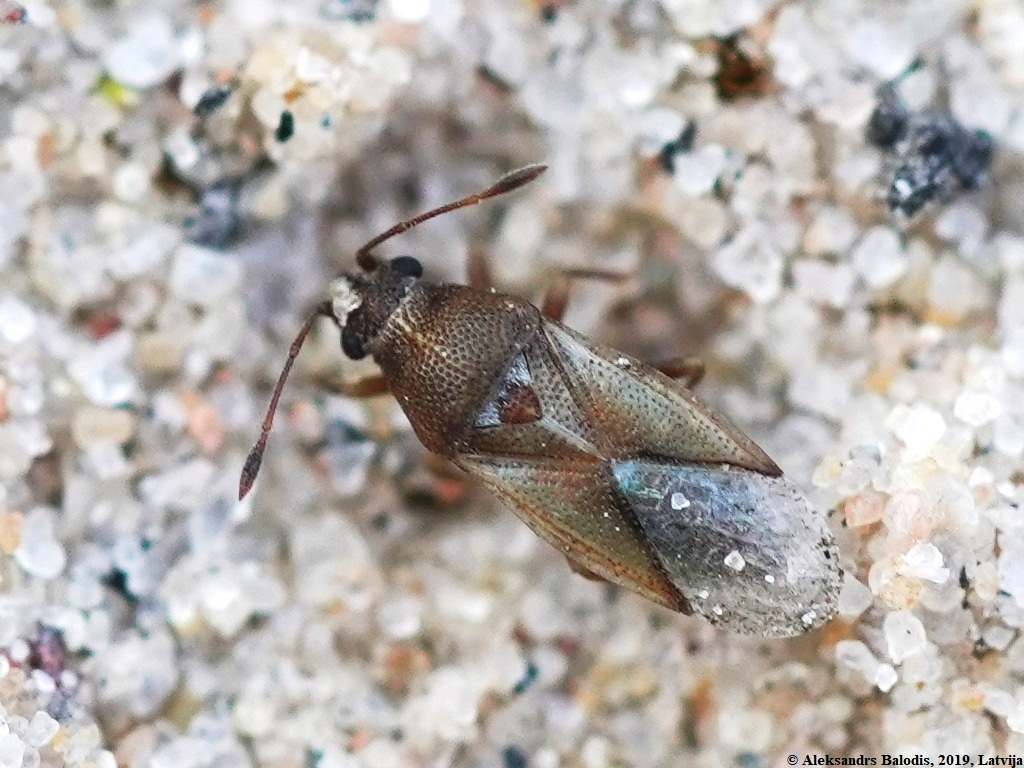
Wzdęciel owalnik

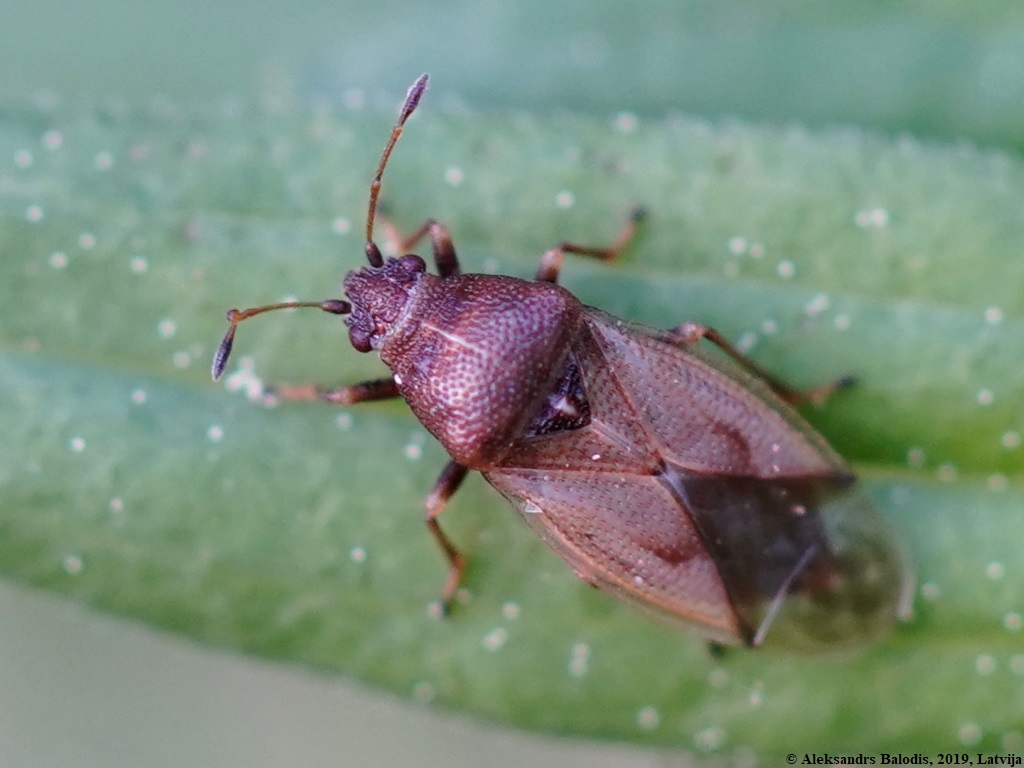
Cymus aurescens

Wzdęcielowate (Cymidae) – rodzina pluskwiaków z  podrzędu różnoskrzydłych i nadrodziny Lygaeoidea. Obejmuje ponad 50 opisanych gatunków. Rozprzestrzeniona jest kosmopolitycznie. Zaliczane doń owady są fitofagami wysysającymi nasiona roślin jednoliściennych.

## Morfologia
Pluskwiaki małych rozmiarów. Ciało mają podługowato-jajowate w obrysie, o gęsto i grubo punktowanym oskórku z tym na półpokrywach włącznie. Głowa pozbawiona jest trichobotrii. Ma krótkie bukule, nie sięgające ku tyłowi do nasady wzgórków, na których osadzone są czteroczłonowe czułki. Miejsce osadzenia czułków leży poniżej wysokości środka oczu złożonych. Oprócz oczu złożonych występują na głowie także przyoczka. Kłujka zbudowana jest z czterech członów. Odwłok ma segmenty od drugiego do szóstego z przetchlinkami umieszczonymi na grzbietowej stronie, natomiast segment siódmy ma zwykle przetchlinki położone na stronie brzusznej, rzadziej na grzbietowej. Szew oddzielający sternity czwarty i piąty jest niezakrzywiony, całkowity, osiągający boczne krawędzie odwłoka. Genitalia samca cechuje krótki i nieskręcony wyrostek otworu płciowego.
Larwy mają ujścia grzbietowych gruczołów zapachowych odwłoka zlokalizowane między tergitami trzecim i czwartym, zwykle też między czwartym i piątym, a czasami ponadto między piątym i szóstym.

## Biologia i ekologia
Owady te są fitofagami wysysającymi nasiona roślin jednoliściennych. Najczęściej żerują na ciborowatych i sitowatych, ale do ich roślin żywicielskich należą też np. wiechlinowate i rześciowate. Powszechną w rodzinie strategią jest polifagizm.
Kariotyp wzdęcielowatych składa się z dużej liczby autosomów (od 20 do 28), a w trakcie kopulacji partnerzy ustawieni są do siebie bokiem – obie te cechy wspólne są ze smukleńcowatymi, co może wskazywać na grupy siostrzane.

## Rozprzestrzenienie
Rodzina rozprzestrzeniona jest kosmopolitycznie. Podrodzina Cyminae najliczniej reprezentowana jest w Nearktyce, krainie etiopskiej i na zachodzie Palearktyki. W Polsce stwierdzono 4 gatunki z rodzaju wzdęciel (wszystkie przedstawione na ilustracjach; zobacz też: wzdęcielowate Polski). W podrodzinie Ontiscinae 4 z 5 rodzajów są endemitami Hawajów i Markizów, a rodzaj Ontiscus zasiedla krainę australijską i Filipiny. W Australii rodzinę Cymidae reprezentuje 8 gatunków, 2 z rodzaju wzdęciel i 4 z rodzaju Ontiscus.

## Taksonomia
Takson ten wprowadzony został w 1860 roku przez Friedricha W.F. von Bärensprunga. Został on wówczas szeroko zdefiniowany, obejmując też przedstawicieli Oxycarenidae i Artheneidae. Przez dłuższy czas umieszczany był jako podrodzina Cyminae w obrębie szeroko rozumianych zwińcowatych. Carl Stål w latach 1862–1874 zrewidował klasyfikację Cyminae, umieszczając ostatecznie w ich obrębie także obecne Cryptorhamphidae i Ischnorhynchinae. W 1956 roku Herbert Spencer Barber wprowadził podział rodziny na trzy plemiona: Cymini, Ischnorhynchini i Ninini, przy czym to pierwsze obejmowało obecne Cryptorhamphidae. Kolejni autorzy z lat 50’ XX wieku wynieśli Ischnorhynchini do rangi osobnej podrodziny. W 1975 A. Hamid wyróżnił w obrębie Cyminae trzy plemiona: Cymini, Ontiscini oraz Ninini, zaś Cryptorhamphus i Gonystus przeniósł do odrębnej podrodziny Cryptorhamphinae. Thomas J. Henry w 1997 roku opublikował wyniki analizy filogenetycznej infrarzędu, na podstawie której wniósł niektóre podrodziny zwińcowatych, w tym Cyminae i Cryptorhamphinae, do rangi osobnych rodzin; do rangi osobnej rodziny wyniósł także plemię Ninini. W związku z tym Cymidae stały się rodziną z dwoma podrodzinami Cyminae i Ontiscinae, odpowiadającymi wcześniejszym plemionom. Tak zdefiniowane Cymidae według wyników tejże analizy zajmują siostrzaną pozycję do kladu obejmującego Ninidae, Malcidae, Colobathristidae i smukleńcowate.
Do wzdęcielowatych zalicza się ponad 50 opisanych gatunków, zaliczanych do podrodzin i rodzajów:
- podrodzina: Cyminae
  - Ashlockia Hamid, 1975
  - Cymocoris Popov, 1986
  - Cymodema Spinola, 1837
  - Cymus Hahn, 1833
  - Neocymodema Hamid, 1975
- podrodzina: Ontiscinae
  - Neocymus Van Duzee, 1932
  - Nesocymus Kirkaldy, 1907
  - Ontiscus Stal, 1874
  - Pseudocymus Van Duzee, 1936
  - Sephora Kirkaldy, 1902
- podrodzina: incertae sedis
  - †Cephalocoris Heer, 1853
  - †Procymus Usinger, 1940